# النجوع (إسنا)
قرية النجوع هي إحدى القرى التابعة لمركز إسنا في محافظة الأقصر في جمهورية مصر العربية.

## التاريخ
قرية النجوع من القرى الحديثة، أصلها من توابع ناحية أصفون، وفُصلت عنها سنة 1231هـ/1816م باسم «نجوع النواصر»، ثم تغير الاسم سنة 1297هـ/1880م إلى «النجوع».